# Bandiera degli Stati Uniti d'America
La bandiera degli Stati Uniti d'America (in inglese Flag of the United States) è formata da 13 strisce orizzontali, 7 rosse e 6 bianche, alternate. Nel quadrante superiore (sul lato dell'asta) è presente un rettangolo blu con 50 piccole stelle bianche a cinque punte, disposte su nove file da sei o cinque stelle che si alternano (la prima è da sei). Le stelle rappresentano i 50 Stati federati degli Stati Uniti e le 13 strisce rappresentano le tredici colonie originarie.
Viene comunemente chiamata Stars and Stripes o meno comunemente Old Glory. Questo termine però tecnicamente si riferisce alla versione con 48 stelle usata dal 1912 al 1959. La bandiera ha subìto molti cambiamenti da quando le 13 colonie inglesi dell'America settentrionale l'adottarono per la prima volta.
Per i cittadini statunitensi la bandiera racchiude una ricca simbologia, infatti rappresenta la libertà e i diritti garantiti dalla Costituzione e dalla Carta dei diritti ed è simbolo di libertà personale e individuale.
La bandiera ha sventolato in battaglia per la prima volta a Cooch's Bridge, nel Maryland, il 3 settembre 1777, durante la guerra d'indipendenza americana.
La bandiera originale aveva 13 stelle e, man mano che altri Stati si aggiungevano all'Unione, sono state aggiunte altre stelle, ma le strisce sono rimaste sempre 13. Un'eccezione fu la bandiera a 15 stelle, che aveva anche 15 strisce. Fu questa bandiera che ispirò Francis Scott Key a scrivere The Star-Spangled Banner (La bandiera adorna di stelle), l'inno nazionale degli Stati Uniti.
Quando la bandiera viene modificata con l'aggiunta di una o più stelle, il cambiamento avviene sempre il 4 luglio a Filadelfia, Pennsylvania, come conseguenza del Flag Act del 4 aprile 1818. Il cambiamento più recente, da 49 a 50 stelle, avvenne nel 1960, dopo che le Hawaii diventarono uno Stato federato. Prima di questo, l'ammissione dell'Alaska nel 1959 fece esordire una bandiera a 49 stelle, che ebbe vita breve. Se venisse creato un 51º Stato, la bandiera dovrebbe essere modificata con l'aggiunta di una nuova stella il 4 luglio seguente.
Il metodo approvato per distruggere una bandiera vecchia o consunta consiste nel bruciarla in una semplice cerimonia. Bruciare la bandiera è stato anche usato come gesto di protesta contro le azioni del governo statunitense. La Corte Suprema in due sentenze (Texas v. Johnson del 1989 e United States v. Eichman del 1990) ha stabilito che l'atto di bruciare la bandiera rientra nella fattispecie del "gesto simbolico utilizzato per trasmettere un messaggio" (symbolic speech): rappresenta quindi una libera espressione del pensiero degli Stati Uniti.
Lo storico britannico Sir Charles Fawcett ha suggerito che il disegno della bandiera sia derivato da quello della bandiera della Compagnia britannica delle Indie orientali.
Il disegnatore dell'attuale bandiera a 50 stelle è stato Robert G. Heft.

## Influenza sulle altre bandiere
Il disegno e i colori della Stars and Stripes (stelle e strisce) sono stati la base per alcune altre bandiere del passato e del presente, alcune delle quali appaiono qui di seguito:

Stati Confederati d'America (1861-1863)
El Salvador (1877-1912)
Brasile (1889)
Uruguay (dal 1830)
Liberia (dal 1847)
Cuba (dal 1902)
Malaysia (dal 1963)
Porto Rico (dal 1952)

Si noti anche l'eco nei colori e nel disegno di molte delle bandiere degli Stati Confederati d'America.

## Storia della bandiera
Nella tabella seguente contenente le 28 bandiere degli Stati Uniti, il modello delle stelle per ciascuna bandiera è il modello usuale, spesso associato alla marina statunitense, con l'eccezione delle bandiere con 48, 49 e 50 stelle, dal momento che non c'era una disposizione ufficiale delle stelle fino alla proclamazione ufficiale del presidente William Howard Taft, il 29 ottobre 1912. I colori standard della bandiera vennero definiti solo nel 1934.
| N. stelle | Bandiera | Nuovi Stati | Periodo di utilizzo              | Durata     |
| --------- | -------- | --- | -------------------------------- | ---------- |
| 0         |          | Tredici colonie | 3 dicembre 1775 – 14 giugno 1777 | 1 anno     |
| 13        |          | Connecticut, Delaware, Georgia, Maryland, Massachusetts, New Hampshire, New Jersey, New York, Carolina del Nord, Pennsylvania, Rhode Island, Carolina del Sud, Virginia | 14 giugno 1777 – 1º maggio 1795  | 18 anni    |
| 15        |          | Kentucky, Vermont | 1º maggio 1795 – 3 luglio 1818   | 23 anni    |
| 20        |          | Indiana, Louisiana, Mississippi, Ohio, Tennessee | 4 luglio 1818 – 3 luglio 1819    | 1 anno     |
| 21        |          | Illinois | 4 luglio 1819 – 3 luglio 1820    | 1 anno     |
| 23        |          | Alabama, Maine | 4 luglio 1820 – 3 luglio 1822    | 2 anni     |
| 24        |          | Missouri | 4 luglio 1822 – 3 luglio 1836    | 14 anni    |
| 25        |          | Arkansas | 4 luglio 1836 – 3 luglio 1837    | 1 anno     |
| 26        |          | Michigan | 4 luglio 1837 – 3 luglio 1845    | 8 anni     |
| 27        |          | Florida | 4 luglio 1845 – 3 luglio 1846    | 1 anno     |
| 28        |          | Texas | 4 luglio 1846 – 3 luglio 1847    | 1 anno     |
| 29        |          | Iowa | 4 luglio 1847 – 3 luglio 1848    | 1 anno     |
| 30        |          | Wisconsin | 4 luglio 1848 – 3 luglio 1851    | 3 anni     |
| 31        |          | California | 4 luglio 1851 – 3 luglio 1858    | 7 anni     |
| 32        |          | Minnesota | 4 luglio 1858 – 3 luglio 1859    | 1 anno     |
| 33        |          | Oregon | 4 luglio 1859 – 3 luglio 1861    | 2 anni     |
| 34        |          | Kansas | 4 luglio 1861 – 3 luglio 1863    | 2 anni     |
| 35        |          | Virginia Occidentale | 4 luglio 1863 – 3 luglio 1865    | 2 anni     |
| 36        |          | Nevada | 4 luglio 1865 – 3 luglio 1867    | 2 anni     |
| 37        |          | Nebraska | 4 luglio 1867 – 3 luglio 1877    | 10 anni    |
| 38        |          | Colorado | 4 luglio 1877 – 3 luglio 1890    | 13 anni    |
| 43        |          | Idaho, Montana, Dakota del Nord, Dakota del Sud, Washington | 4 luglio 1890 – 3 luglio 1891    | 1 anno     |
| 44        |          | Wyoming | 4 luglio 1891 – 3 luglio 1896    | 5 anni     |
| 45        |          | Utah | 4 luglio 1896 – 3 luglio 1908    | 12 anni    |
| 46        |          | Oklahoma | 4 luglio 1908 – 3 luglio 1912    | 4 anni     |
| 48        |          | Arizona, Nuovo Messico | 4 luglio 1912 – 3 luglio 1959    | 47 anni    |
| 49        |          | Alaska | 4 luglio 1959 – 3 luglio 1960    | 1 anno     |
| 50        |          | Hawaii | 4 luglio 1960 – attuale          | da 63 anni |

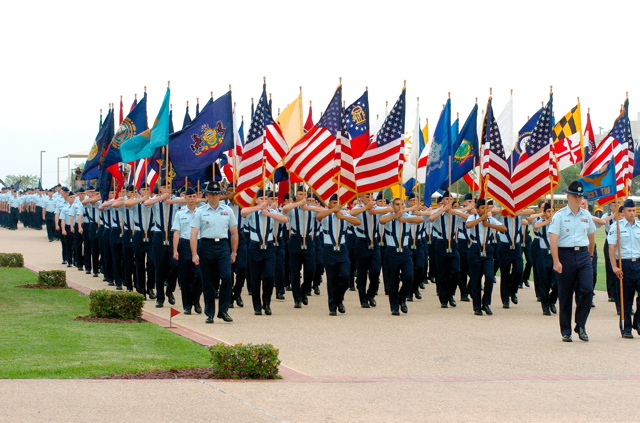
Avieri portabandiera durante una cerimonia del Military Training
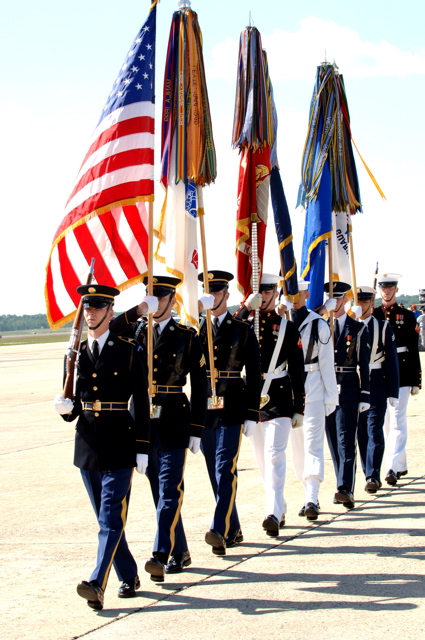
Picchetto interforze a una cerimonia del Defense Departement
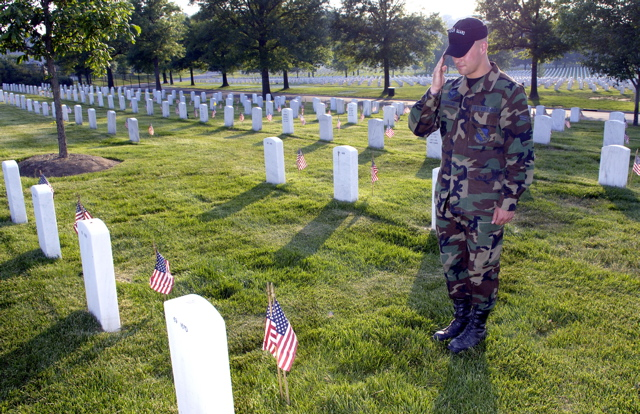
Un aviere saluta una tomba dopo aver messo una piccola bandiera
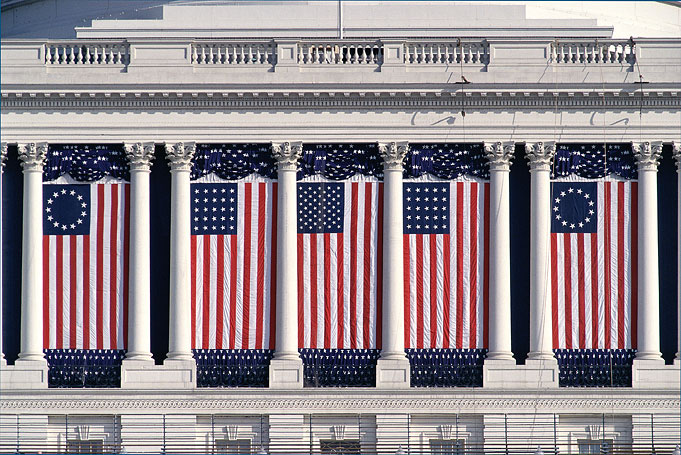
Bandiere storiche degli Stati Uniti d'America esposte al Campidoglio di Washington.
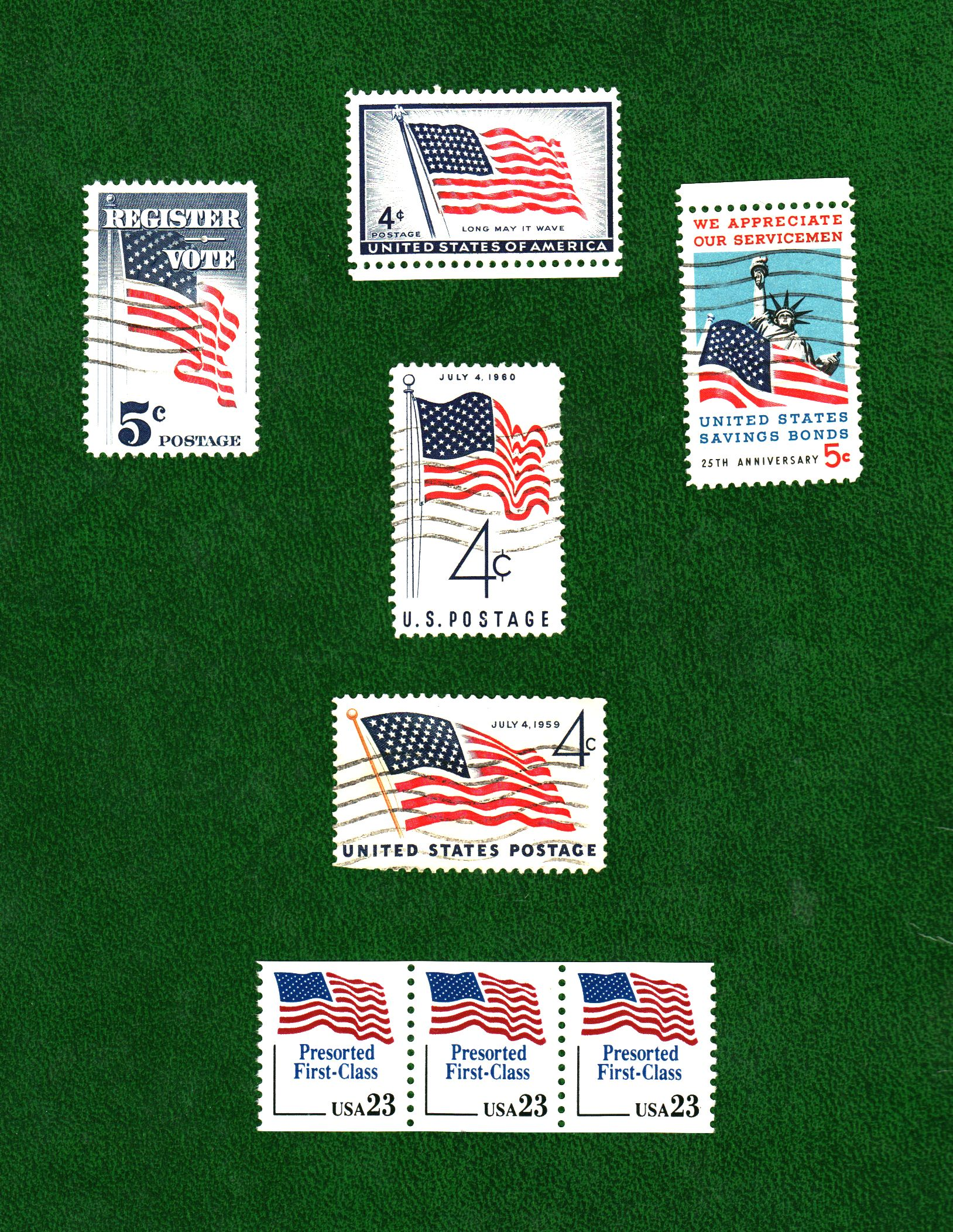
Bandiere raffigurate sui francobolli statunitensi

### Simmetrie

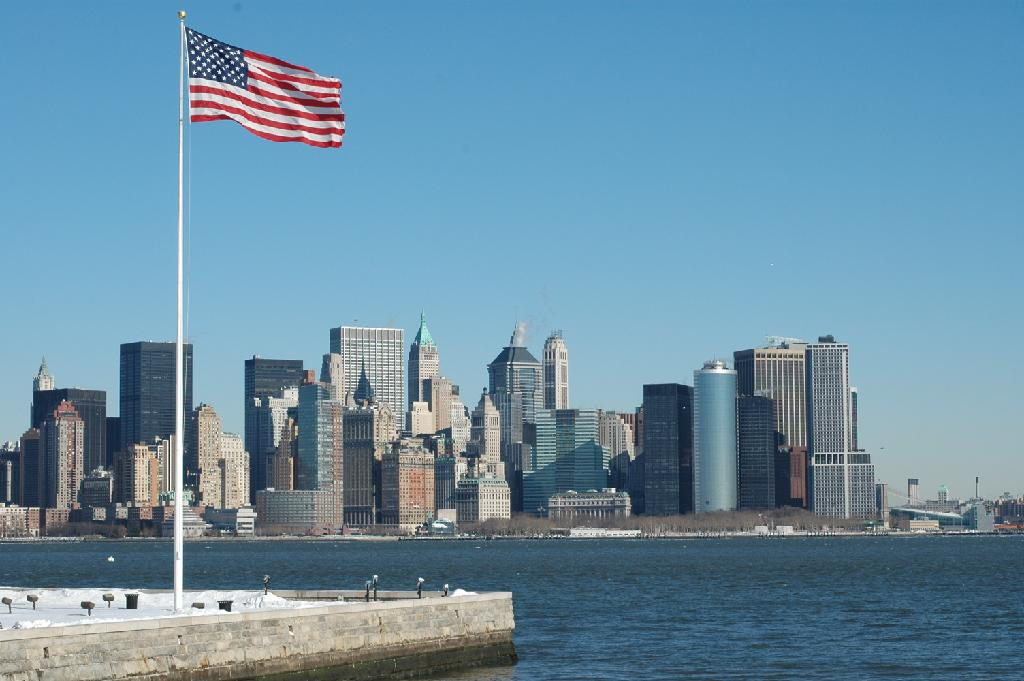
La bandiera sventola davanti allo skyline di Lower Manhattan

La maggior parte degli schemi per le stelle sono caratterizzati da forme di simmetria:
- simmetria rispetto all'asse orizzontale: 50, 49, 48, 46, 44, 38, 37, 36, 34, 33, 32, 30, 28, 26, 24, 20, 15, 13
- simmetria rispetto all'asse verticale: 50, 48, 46, 45, 44, 38, 37, 36, 35, 34, 33, 32, 31, 30, 29, 28, 27, 26, 25, 24, 23, 21, 20, 13
- entrambe, dunque anche simmetria centrale: 50, 48, 46, 45, 44, 38, 37, 36, 34, 33, 32, 30, 28, 26, 24, 20, 13
- nessuna simmetria: 43
- modello a scacchiera: 50, 49, 45, 15, 13
- rettangolo di stelle: 48, 35, 30, 28, 24, 20

## Bandiere dei territori statunitensi

### Isole esterne
La bandiera statunitense è ufficiale anche nelle isole, negli atolli e sugli scogli, comprese le isole minori esterne degli Stati Uniti. Tuttavia nell’Atollo Johnston e nell'Isola di Wake sono usate bandiere non ufficiali.